# Société de géographie
Pour les articles homonymes, voir Société de géographie (homonymie).
La Société de géographie est une société savante française créée en 1821, faisant d'elle la plus ancienne société géographique du monde. Depuis 1878, son siège social est situé au 184 boulevard Saint-Germain à Paris. L'entrée est marquée par deux gigantesques cariatides représentant la Terre et la Mer. C'est ici, en 1879, qu'est décidée la construction du canal de Panama. Depuis le début des années 2010, elle prend une orientation nettement climato-dénialiste.
Elle publie la revue La Géographie depuis 1822. 

## Histoire
La Société de géographie est la plus ancienne du monde : elle est fondée le 15 décembre 1821 à l'hôtel de ville de Paris par 217 personnalités. Certains des plus grands savants de l'époque, tels Laplace, son premier président, Edme Francois Jomard, Champollion, Cuvier, Chaptal, Denon, Fourier, Gay Lussac, Berthollet, von Humboldt, Chateaubriand, etc. ont participé à sa création. Y ont siégé  Jean-Baptiste Charcot, Dumont d'Urville, l'amiral de La Roncière-Le Noury, Ferdinand de Lesseps,  le maréchal Lyautey, Albert de Monaco, Élisée Reclus ou Jules Verne.

## Rôle et évolution
Son but est de faire progresser la géographie dans sa diversité, de promouvoir son image auprès du grand public, en la faisant connaître et aimer, en particulier aux non-géographes, de perpétuer le souvenir des actions accomplies dans les domaines de l'exploration et de la description des contrées lointaines.

Symbole de la Société de géographie.

Elle patronne des travaux géographiques, dont des expéditions. La Société de géographie commerciale émane de la Société de géographie[réf. nécessaire].

## Fonds documentaire

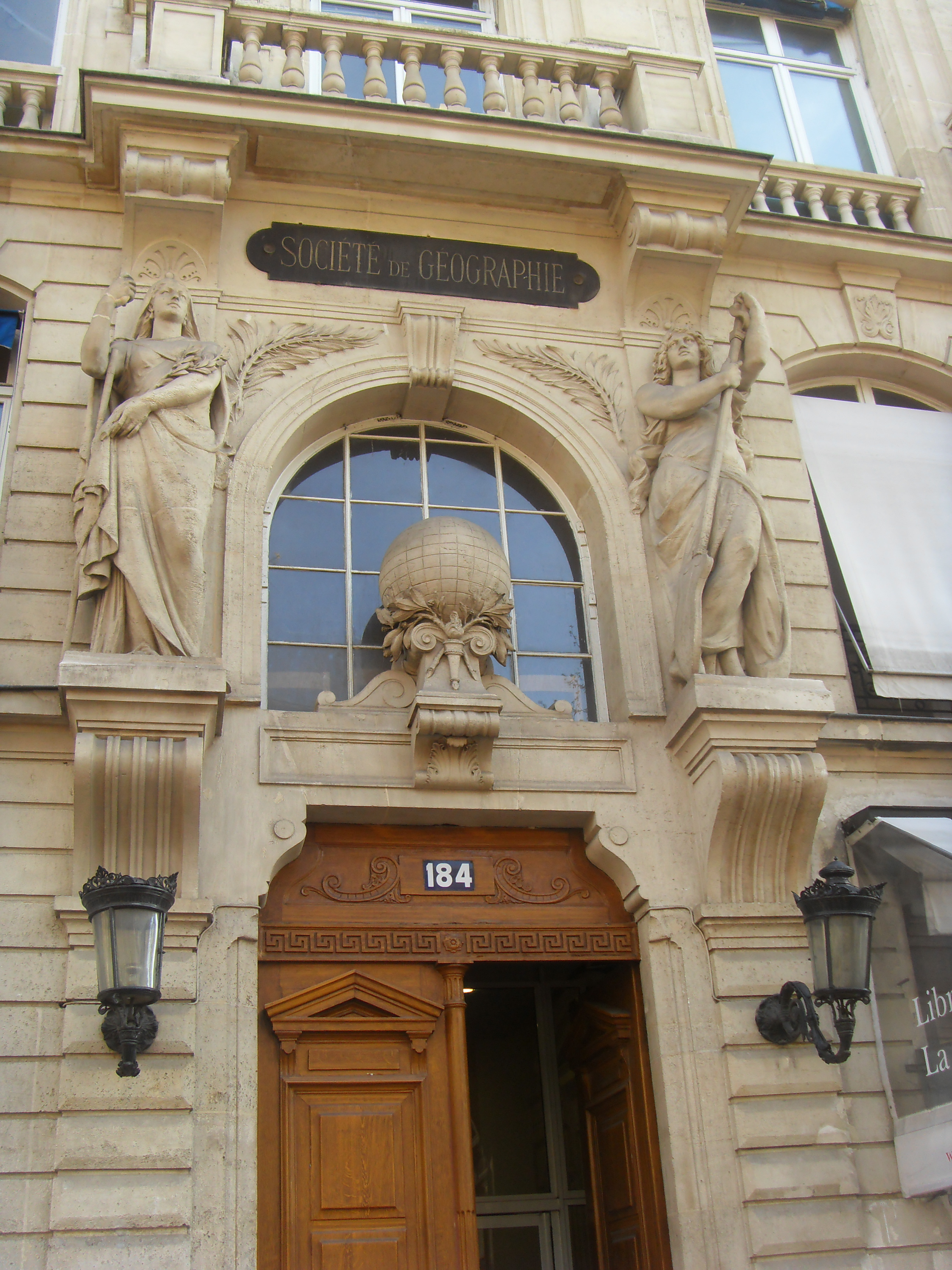
Immeuble du no 184, boulevard Saint-Germain à Paris.

Son patrimoine d'ouvrages, revues, cartes, atlas, globes, photographies, est déposé depuis 1942 à la Bibliothèque nationale de France.
Il est composé de :
- 90 000 ouvrages et 25 000 brochures,
- 2 000 titres de périodiques (dont 340 reçus en échange du Bulletin de la Société de géographie) représentant 300 000 fascicules,
- 135 000 documents iconographiques, dont 100 000 photographies sur papier,
- 70 000 cartes,
- 500 boîtes, cartons et colis d'archives.

## Siège à Paris
La Société de géographie n'a jamais quitté le quartier de l'Odéon-Saint-Germain-des-Près (6e arrondissement; ancien 10e arrondissement avant 1860) hormis la période 1926-1942 pour résider dans l'hôtel particulier construit en 1896 pour Roland Bonaparte, président en 1910, au 10, avenue d'Iéna (aujourd'hui le bâtiment est un palace). Le siège a été fixé successivement comme suit :
- 1821 : rue Taranne, no 12 (aujourd'hui disparue avec la percée du boulevard Saint-Germain ; elle passait à l'angle du boulevard actuel et de la rue Saint-Benoît, puis devant l'emplacement des Deux Magots) ;
- 1827 : passage Dauphine, no 36 ;
- 1833 : rue de l'Université, no 23 ;
- 1853 : rue Christine, no 3 ;
- 1878 : boulevard Saint-Germain, no 184.

## Liste des présidents

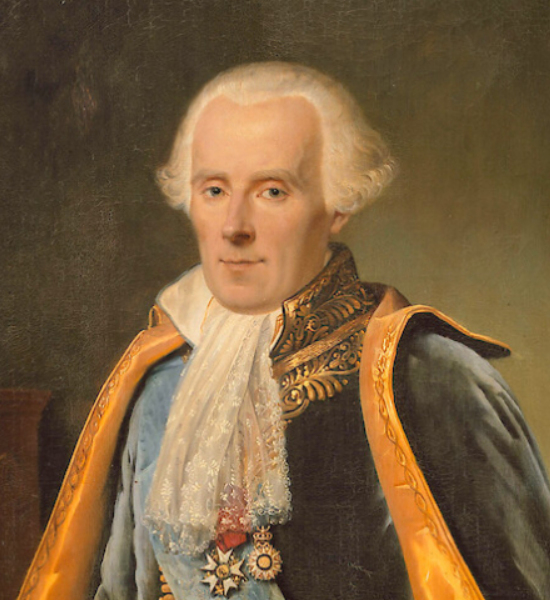
Pierre-Simon de Laplace

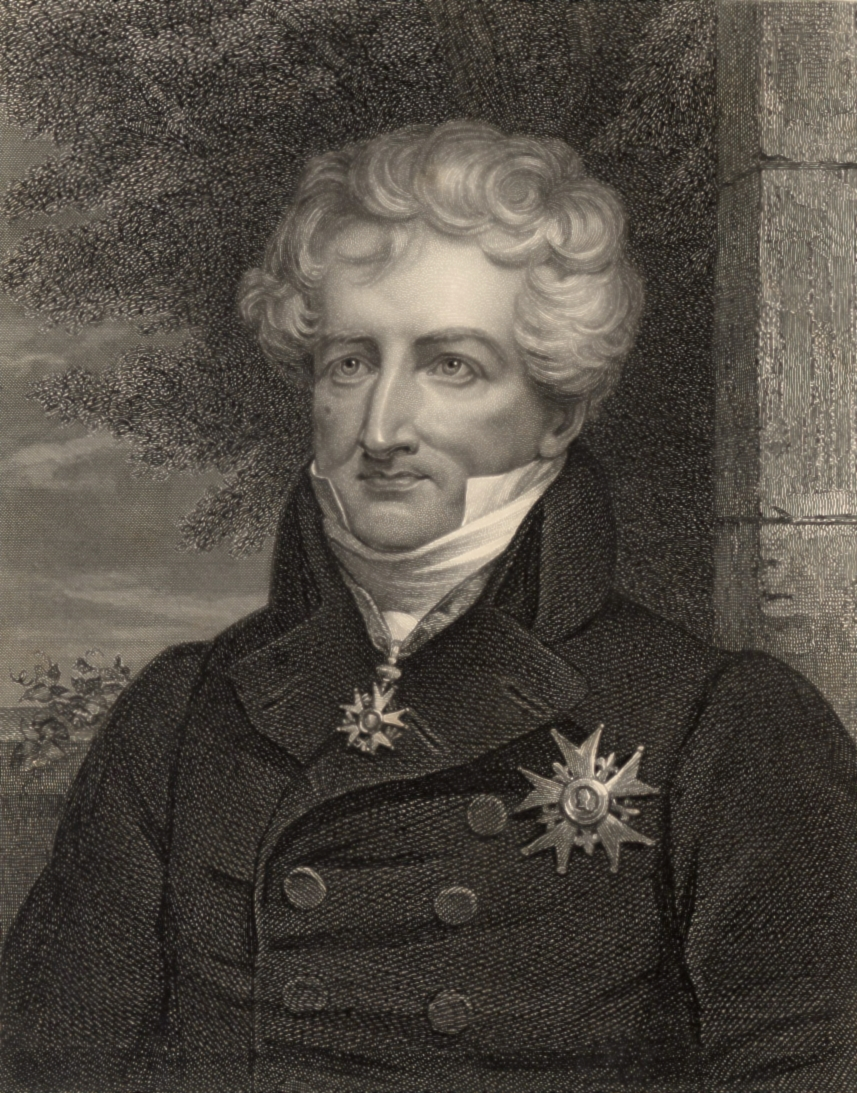
Georges Cuvier

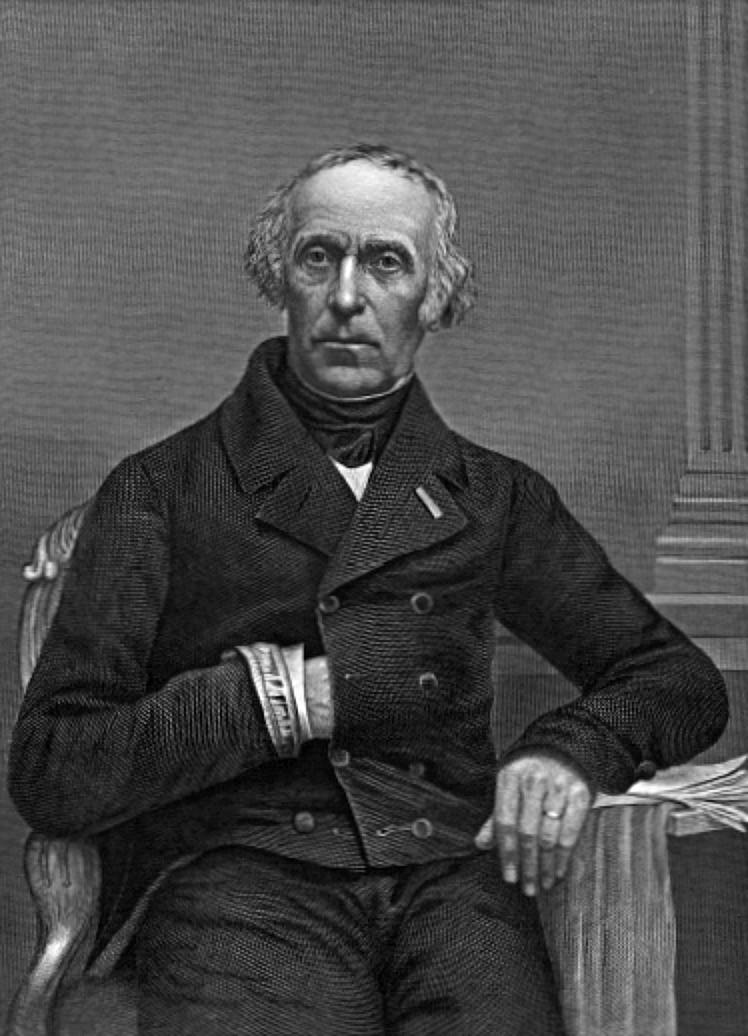
François Guizot

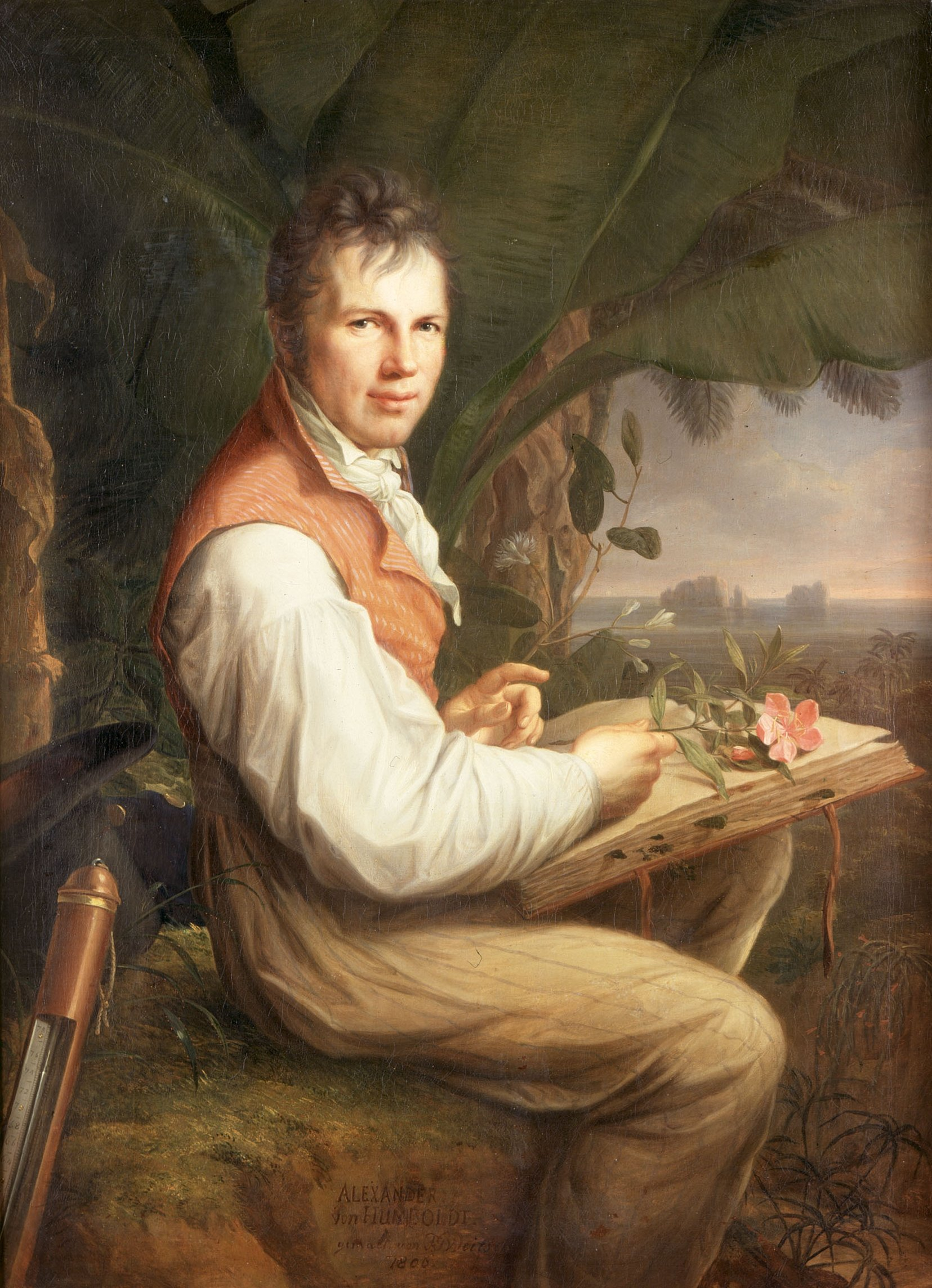
Alexandre de Humboldt

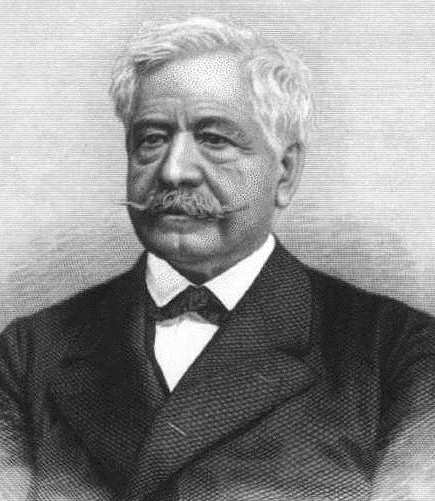
Ferdinand de Lesseps

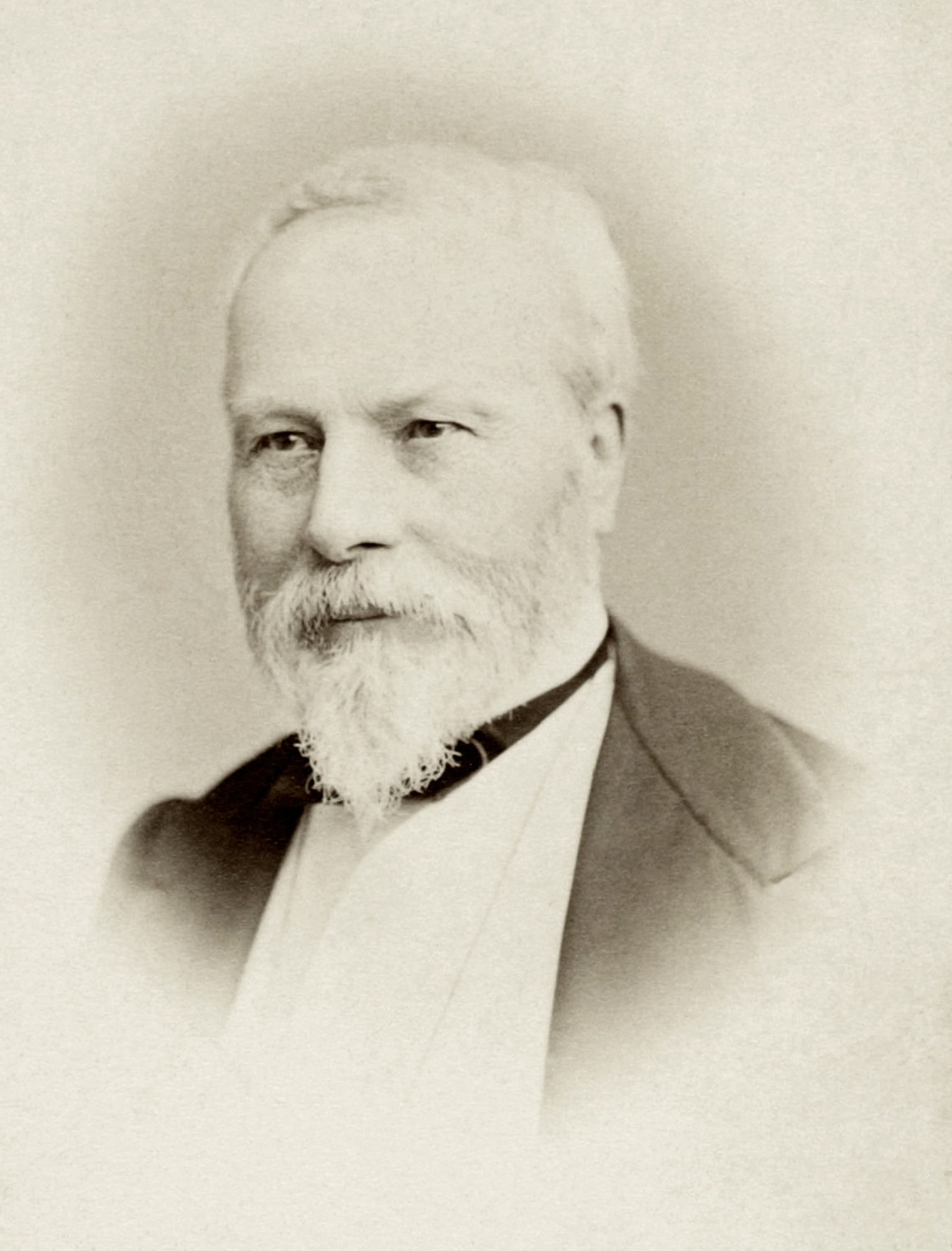
Marie-Armand d'Avezac de Castera-Macaya

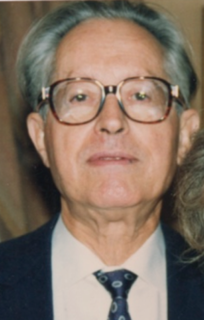
Jean Bastié

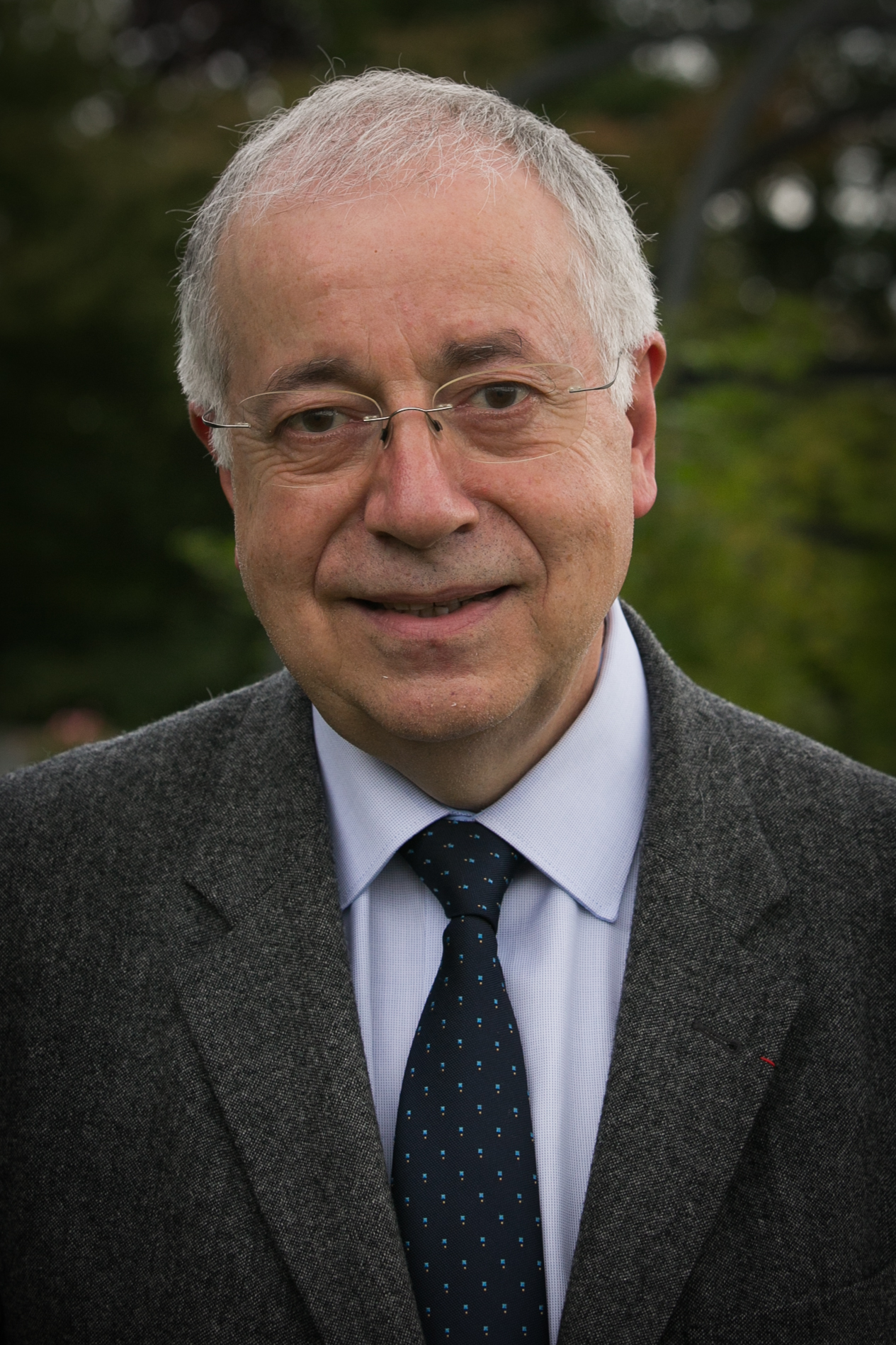
Jean-Robert Pitte

| Présidents de la Société de géographie classés par date de nomination |                                                                         |
| 1821-1823                                                             | Marquis Pierre-Simon de Laplace (1749-1827)                             |
| 1823-1824                                                             | Marquis Emmanuel de Pastoret (1755-1840)                                |
| 1824-1825                                                             | Vicomte François-René de Chateaubriand (1768-1848)                      |
| 1825-1826                                                             | Gilbert Joseph Gaspard de Chabrol de Volvic (1773-1843)                 |
| 1826-1827                                                             | Louis Becquey (1760-1849)                                               |
| 1827-1828                                                             | Comte Christophe Chabrol de Crouzol (1771-1836)                         |
| 1828-1829                                                             | Baron Georges Cuvier (1769-1832)                                        |
| 1829-1830                                                             | Jean-Guillaume Hyde de Neuville (1776-1857)                             |
| 1830-1831                                                             | Duc Ambroise-Polycarpe de La Rochefoucauld (1765-1817)                  |
| 1831-1832                                                             | Antoine Maurice Apollinaire d'Argout (1782-1858)                        |
| 1832-1833                                                             | Amiral comte Henri de Rigny (1782-1835)                                 |
| 1833-1834                                                             | Duc Élie Decazes (1788-1860)                                            |
| 1834-1835                                                             | Comte Camille de Montalivet (1801-1880)                                 |
| 1835-1836                                                             | Baron Prosper de Barante (1782-1866)                                    |
| 1836-1837                                                             | Lieutenant-général baron Jean-Jacques Germain Pelet-Clozeau (1777-1858) |
| 1837-1838                                                             | François Guizot (1787-1874)                                             |
| 1838-1839                                                             | Comte Narcisse-Achille de Salvandy (1795-1856)                          |
| 1839-1840                                                             | Baron Jean Tupinier (1779-1850)                                         |
| 1840-1841                                                             | Comte Hippolyte Jaubert (1798-1874)                                     |
| 1841-1842                                                             | Abel-François Villemain (1790-1867)                                     |
| 1842-1843                                                             | Laurent Cunin-Gridaine (1778-1859)                                      |
| 1843-1844                                                             | Amiral baron Albin Roussin (1781-1854)                                  |
| 1844-1845                                                             | Vice-amiral baron Ange-René-Armand de Mackau (1788-1855)                |
| 1845-1846                                                             | Baron Alexander von Humboldt (1769-1859)                                |
| 1846-1847                                                             | Baron Charles Athanase Walckenaer (1771-1852)                           |
| 1847-1848                                                             | Comte Louis-Mathieu Molé (1781-1855)                                    |
| 1848-1849                                                             | Edme François Jomard (1777-1862)                                        |
| 1849-1851                                                             | Jean-Baptiste Dumas (1800-1884)                                         |
| 1851-1853                                                             | Contre-amiral Pierre Louis Aimé Mathieu (1790-1870)                     |
| 1853-1854                                                             | Vice-amiral Cyrille Pierre Théodore Laplace (1793-1875)                 |
| 1854-1855                                                             | Hippolyte Fortoul (1811-1856)                                           |
| 1855-1856                                                             | Noël Lefebvre-Duruflé (1792-1877)                                       |
| 1856-1857                                                             | Joseph-Daniel Guigniaut (1794-1876)                                     |
| 1857-1858                                                             | Pierre Daussy (1792-1860)                                               |
| 1858-1859                                                             | Général Eugène Daumas (1803-1871)                                       |
| 1859-1860                                                             | Léonce Élie de Beaumont (1798-1874)                                     |
| 1860-1861                                                             | Gustave Rouland (1806-1878)                                             |
| 1861-1862                                                             | Amiral Joseph Romain-Desfossés (1798-1864)                              |
| 1862-1863                                                             | Comte Victor de Persigny (1808-1872)                                    |
| 1863-1864                                                             | Comte Alexandre Florian Joseph Colonna Walewski (1810-1868)             |
| 1864-1873                                                             | Marquis Prosper de Chasseloup-Laubat (1805-1873)                        |
| 1873-1881                                                             | Vice-amiral Camille Clément de La Roncière-Le Noury (1816-1881)         |
| 1881-1890                                                             | Ferdinand de Lesseps (1805-1894)                                        |
| 1890-1892                                                             | Jean Louis Armand de Quatrefages de Bréau (1810-1892)                   |
| 1892-1893                                                             | Antoine d'Abbadie (1810-1897)                                           |
| 1893-1894                                                             | Auguste Daubrée (1814-1896)                                             |
| 1894-1895                                                             | Auguste Himly (1823-1906)                                               |
| 1895-1896                                                             | Jules Janssen (1824-1907)                                               |
| 1896-1897                                                             | Jean Jacques Anatole Bouquet de La Grye (1827-1909)                     |
| 1897-1901                                                             | Alphonse Milne-Edwards (1835-1900)                                      |
| 1901-1906                                                             | Alfred Grandidier (1836-1921)                                           |
| 1906-1909                                                             | Charles Le Myre de Vilers (1833-1918)                                   |
| 1909-1910                                                             | Ernest-Théodore Hamy (1842-1908)                                        |
| 1910-1924                                                             | Prince Roland Bonaparte (1858-1924)                                     |
| 1924-1925                                                             | Henri Cordier (1849-1925)                                               |
| 1925-1928                                                             | Ernest Roume (1858-1941)                                                |
| 1928-1931                                                             | Édouard-Alfred Martel (1859-1938)                                       |
| 1931                                                                  | Docteur Jean-Baptiste Charcot (1867-1936)                               |
| 1931-1938                                                             | Maréchal Louis Franchet d'Espèrey (1856-1942)                           |
| 1938-1946                                                             | Général Georges Perrier (1872-1946)                                     |
| 1946-1953                                                             | Emmanuel de Martonne (1873-1955)                                        |
| 1953-1960                                                             | Robert Perret (1881-1965)                                               |
| 1960-1965                                                             | Ingénieur général Louis Hurault (1886-1973)                             |
| 1965-1975                                                             | Jean Despois (1901-1978)                                                |
| 1975-1976                                                             | Aimé Perpillou (1902-1976)                                              |
| 1976-1982                                                             | Roger Blais (1905-1992)                                                 |
| 1983-1995                                                             | Jacqueline Beaujeu-Garnier (1917-1995)                                  |
| 1995-2008                                                             | Jean Bastié (1919-2018)                                                 |
| 2009                                                                  | Jean-Robert Pitte                                                       |

## Publications

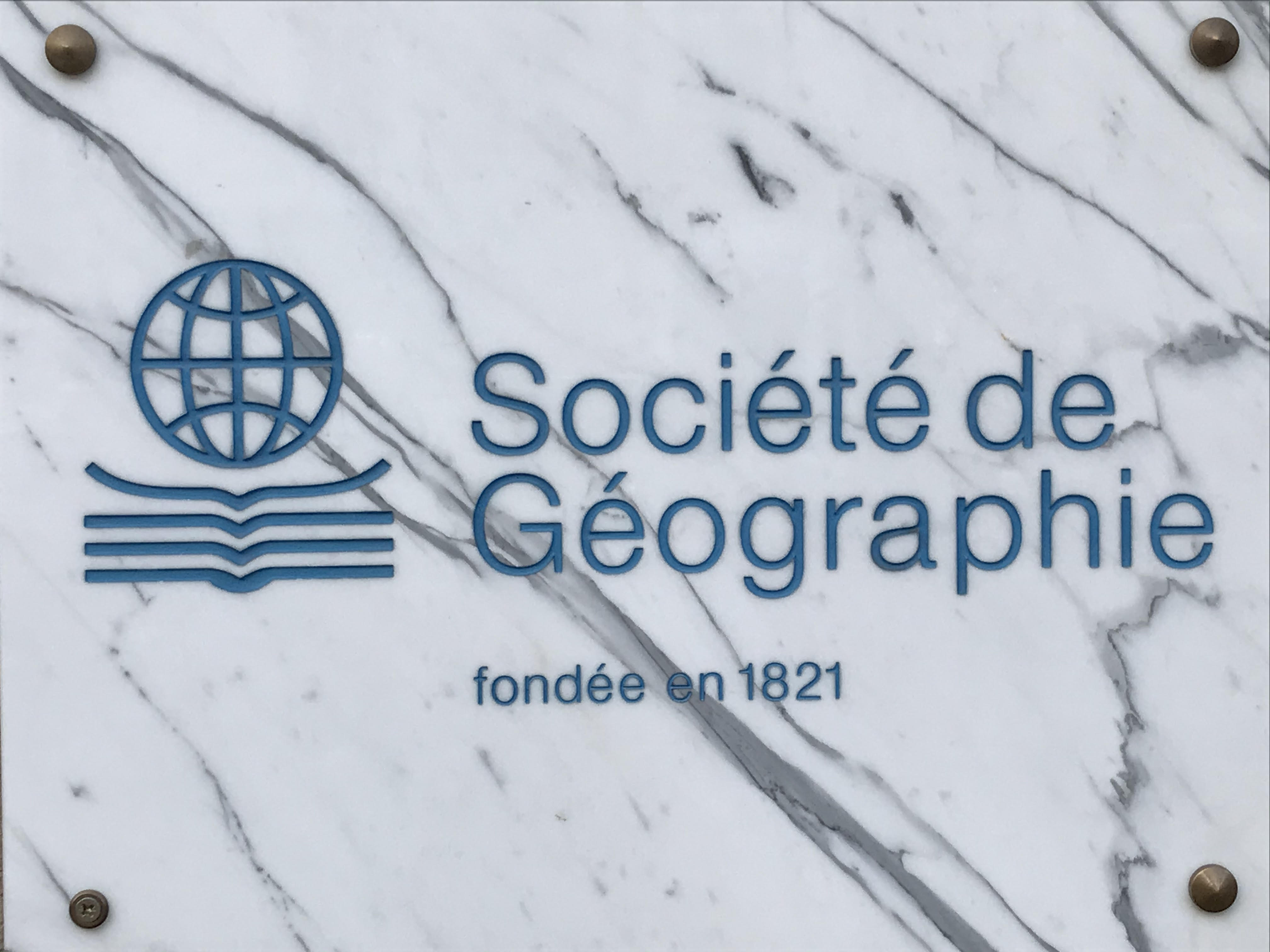
Plaque boulevard Saint-Germain à Paris.

### Recueil de voyages et de mémoires
La Société de géographie a publié entre 1824 et 1866 huit recueils de voyages et de mémoires : 
- Tome 1, Voyages de Marco Polo, introduction de Roux de Rochelle, texte français (ms. BnF fr. 1116) et latin (ms. latin 3195), Paris, 1824[7].
- Tome 2, Relation du Ghanat ; Recherches sur les antiquités des États-Unis de l'Amérique septentrionale, Paris, 1825[7].
- Tome 3, Orographie de l'Europe, par Louis Bruguière, Paris, 1830[7].
- Tome 4, Voyages en Asie : Jourdain de Séverac, Rubrouck, Plan Carpin, Paris, 1839[7].
- Tomes 5 et 6, Géographie d'Edrisi, traduite par Amédée Joubert, Paris, 1836-1840[7].
- Tome 7, 1re partie, Dictionnaire de berbère ; Itinéraires de l'Afrique septentrionale, Paris, 1864[7].
- Tome 7, 2e partie, Mémoire sur la partie méridionale de l'Asie centrale, Paris, 1864[7].
- Tome 8, Mémoire sur l'ethnographie de la Perse, par Khanitof, Paris, 1866[7].

### Bulletins et revues
La Société de géographie publie un bulletin depuis juin 1822 :
- le Bulletin de la Société de géographie de 1822 à 1899 (mensuel) ;
- La Géographie, bulletin de la Société de géographie de 1900 à 1939 (mensuel) ;
- les Acta Geographica de 1947 à 2001 (trimestriel) ;
- La Géographie de 2001 à 2007 (trimestriel et nombreux hors-série thématiques) ;
- la revue trimestrielle La Géographie, en couleurs, depuis 2008 : cette revue est disponible à la société et sur abonnements, indépendamment de l'adhésion à la société ;
- le Bulletin de liaison des membres de la Société de géographie depuis mars 2008 (no 1528).

La Société édite une collection d'albums aux éditions Glénat, publiées notamment grâce à son immense fonds iconographique déposé à la Bibliothèque nationale de France.
D'avril 2008 à décembre 2013, une librairie spécialisée en géographie et en voyages était installée au rez-de-chaussée de l'immeuble de la Société, 184, boulevard Saint-Germain à Paris dans le VIe arrondissement.

## Prix distribués
La Société de géographie décerne plusieurs prix : 
- Grand prix de la Société de géographie (1864)[8] qui a notamment récompensé Erik Orsenna, Jamy Gourmaud, Bertrand Piccard, Jean-Paul Kauffmann , Claude Allègre en 2011 (pour L'Imposture climatique)[9],
- Grand Prix des Explorations et des Voyages de découverte (1828), décerné entre autres à René Caillié (le premier Européen à revenir de Tombouctou), Dumont d'Urville, David Livingstone, Pierre Savorgnan de Brazza, Roald Amundsen, Charles Lindbergh ;
- Grand Prix pour voyages d'étude, missions et travaux (1830) ;
- Grande médaille de la Société décernée à titre exceptionnel (1878) entre autres à Élisée Reclus (1892), Frederick George Jackson (1899), Monique de La Roncière (1979), Monique Pelletier ;
- Grand prix des sciences de la mer Albert 1er de Monaco depuis 2004[10]) ;
- Grand Prix de Cartographie (2001) ;
- Grand Prix de Climatologie (2002) ;
- Grand Prix de la Francophonie (2006) ;
- Prix de l'Innovation doctorale en géographie (2009-2018) ;
- et 55 prix institués par des fondations.

## Polémiques
En novembre 2024, l’attribution du Grand Prix de l’institution à Sylvie Brunel, qui a suscité la polémique en déclarant qu'il n'y avait pas d'urgence climatique, provoque le départ de deux scientifiques, Damien Deville et Maxime Blondeau, accusant la Société d'être devenue un « bastion du climatoscepticisme »,. En 2010, c'est Claude Allègre, auteur de l'ouvrage "“L’imposture climatique”, qui avait été primé. 